# جامعة السويس فرع أبورديس
جامعة السويس فرع أبو رديس هي جامعة مصرية حكومية تقع في مدينة أبو رديس، جنوب سيناء، مصر. أنشئت بموجب القرار الوزاري رقم 1106 لسنة 2021.

## التاريخ
- في فبراير 2021 وافق المجلس الأعلى للجامعات، على إنشاء فرع لجامعة السويس بمدينة أبورديس بمحافظة جنوب سيناء.[2]
- في مارس 2021 وضع الدكتور خالد عبد الغفار، وزير التعليم العالى ولبحث العلمي، واللواء خالد فودة، محافظ جنوب سيناء، حجر الأساس لإنشاء فرع لجامعة السويس بمدينة أبورديس.[2]
- في مايو 2021 وافق مجلس الوزراء على مشروع قرار رئيس مجلس الوزراء بتعديل بعض أحكام اللائحة التنفيذية لقانون تنظيم الجامعات الصادر بالقانون رقم 49 لسنة 1972، وذلك في ما يتعلق بإنشاء فرع "جامعة السويس" بمدينة "أبورديس" بمحافظة جنوب سيناء.[2]

## المباني
الجامعة على مساحة 100 فدان، تبلغ مساحة البصمة البنائية بها 73 ألف متر مربع بنسبة بنائية 17%، وتبلغ إجمالي المساحة البنائية 290 ألف متر مسطح بتكلفة إجمالية تقترب من 8 مليار جنيه، بما تضمنه الجامعة من مقومات سكنية، خدمية، مناطق خضراء، وطرق.
- مبني كلية الأداب، مكون من 5 طوابق، و8 قاعات محاضرات بسعة إجمالية 1600 طالب وطالبة، و19 معمل بسعة إجمالية 560 طالب.
- مبني كلية العلوم، مكون من مبنى 5 طوابق يتضمن 8 قاعات محاضرات بسعة إجمالية 1600 طالب وطالبة، و19 معملا بسعة إجمالية 560 طالبا.
- مبني كلية التربية، مكون من 17 قاعة محاضرات بسعة 1700 طالب، و10 معامل بسعة 500 طالب.
- مبني كلية التجارة، مكون من 12 قاعة محاضرات بسعة 1600 طالب، و3 معامل بسعة 300 طالب.
- مدينة جامعية للطلاب والطالبات بفئات متوسطة واقتصادية لتلبية احتياجات الطلاب بمختلف مستوياتهم، وسكن لأعضاء هيئة التدريس، وقاعة مؤتمرات، ومكتبة مركزية، ومبنى رئاسة الجامعة، وكافتيريات ومطاعم، ومنافذ بنوك، ومجمع أوليمبي "ملاعب، صالة مغطاه، حمام سباحة نصف أوليمبي"، ومجمع طبي "مستشفى جامعي" يضم "سكن للأطباء، وسكن للتمريض"، وسكن للعاملين بالجامعة.

## الكليات
تضم الجامعة 17 كلية، وهي:

### كليات المرحلة الأولي
- التربية.
- التجارة.
- العلوم.
- الآداب.

### كليات المرحلة الثانية
- الطب البشري.
- طب الأسنان.
- الصيدلة.
- العلاج الطبيعي.
- التمريض.
- الهندسة.
- التكنولوجيا.
- الثروة السمكية.
- اللغات والترجمة.
- الزراعة الصحراوية والأغذية.
- التصاميم والفنون.
- الطب البيطري.
- الحاسبات والذكاء الاصطناعي.